# Шэнли, Джон Патрик
Джон Патрик Шэнли (англ. John Patrick Shanley; 13 октября 1950, Бронкс, Нью-Йорк, США) — американский драматург, сценарист, режиссёр театра и кино. Лауреат премии «Оскар» (1988).

## Биография
Родился в Бронксе в ирландско-американской семье. Его мать работала телефонным оператором, а отец — мясником. Район, в котором вырос Джон, считался одним из самых опасных и криминальных.
Окончил Школу культуры, образования и человеческого развития при Нью-Йоркском университете.
Проживает в Нью-Йорке с супругой Джейн Хейнс.

## Фильмография
Сценарист
- Власть Луны (1987)
- Пять углов (1987)[6]
- Январский человек (1989)[7]
- Джо против вулкана (1990)
- Живые (1993)
- Мы вернулись! История динозавра (1993)[8]
- Конго (1995)
- Прямой эфир из Багдада (2002)
- Сомнение (2010)
- Дикая парочка (2020)

Режиссёр
- Джо против вулкана (1990)
- Сомнение (2010)
- Дикая парочка (2020)

## Награды и номинации
Награды
- 1988: «Оскар» за лучший оригинальный сценарий («Власть луны»)
- 1988: Премия Гильдии сценаристов США за лучший оригинальный сценарий («Власть луны»)
- 2002: Зал славы Бронкса[9]
- 2005: Пулитцеровская премия за лучшую драму («Сомнение: Притча»)
- 2005: Драма Деск за лучшую пьесу («Сомнение: Притча»)
- 2005: «Тони» за лучшую пьесу («Сомнение: Притча»)
- 2005: Obie лучшему драматургу («Сомнение: Притча»)
- 2009: Премия Гильдии сценаристов США — награда имени Яна Мак-Леллана Хантера

Номинации
- 1988: «Золотой глобус» за лучший сценарий («Власть луны»)
- 1988: «Давид ди Донателло» за лучший сценарий на иностранном языке («Власть луны»)
- 2003: Прайм-таймовая премия «Эмми» за лучший сценарий мини-сериала, фильма или драматической программы («Прямой эфир из Багдада»)
- 2005: Драма Деск за лучшую пьесу («Песня моряка»)[10]
- 2008: «Золотой глобус» за лучший сценарий («Сомнение»)
- 2008: «Оскар» за лучший адаптированный сценарий («Сомнение»)
- 2008: Премия Гильдии сценаристов США за лучший адаптированный сценарий («Сомнение»)
- 2008: Critics’ Choice Movie Awards за лучший сценарий («Сомнение»)
- 2014: «Тони» за лучшую пьесу («Вне Маллингара»)